# Gyulakeszi

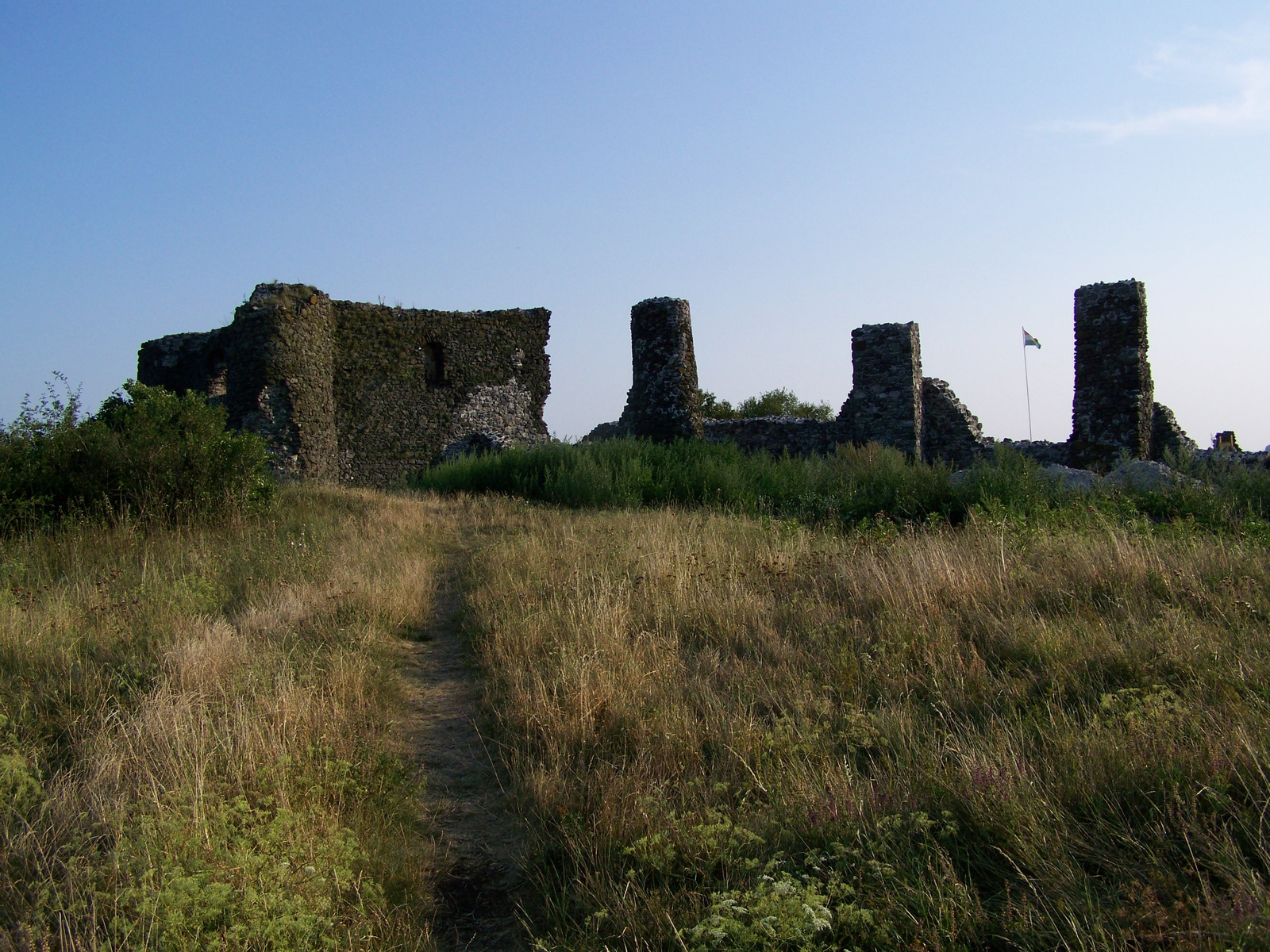
Zřícenina hradu Csobánc

Gyulakeszi [ďulakesi] je obec v Maďarsku v župě Veszprém, spadající pod okres Tapolca. Nachází se asi 2 km jihovýchodně od Tapolcy a asi 43 km jihozápadně od Veszprému. V roce 2015 zde žilo 695 obyvatel. Dle údajů z roku 2011 tvoří 83,3 % obyvatelstva Maďaři, 2,4 % Romové a 1,7 % Němci, přičemž 14,9 % obyvatel se ke své národnosti nevyjádřilo.

## Sousední obce
| Růžice kompasu |            | Tapolca     |              | Růžice kompasu |
| Růžice kompasu | Sever      |             |              | Růžice kompasu |
| Růžice kompasu | Gyulakeszi |             |              | Růžice kompasu |
| Růžice kompasu | Jih        |             |              | Růžice kompasu |
| Růžice kompasu | Kisapáti   | Nemesgulács | Káptalantóti | Růžice kompasu |